# Singular
Der Singular (von lateinisch [numerus] singularis „Einzahl“, abgeleitet von singulus „einzeln“), kurz Sing. oder Sg., ist die sprachwissenschaftliche Bezeichnung für die Einzahl, dem grundlegenden grammatischen Numerus (Zahlform). Am häufigsten wird der Singular benutzt, um einzelne Exemplare von Lebewesen oder Sachlichem zu bezeichnen; die Pluralform bezeichnet in diesen Fällen zwei oder mehr Exemplare (in manchen Sprachen gibt es weitere Zahlformen).

## Besondere Fälle
Ein Singularetantum ist ein Substantiv, das nur im Singular vorhanden ist (der Regen, das Obst) – ein Pluraletantum liegt nur im Plural vor (die Leute, die Kosten).
Manchmal steht ein Verb im Singular, obwohl das Subjekt eigentlich den Plural verlangt, eine Konstruktion nach dem Sinn: Wind und Wetter kann uns nichts anhaben.
Einige Indefinitpronomen stehen im Singular, haben aber immer eine plurale Bedeutung (Semantik):
- Jeder will dabei sein, jede macht mit, jedes Kind kann das. – alle sind gemeint
- Manches Auto ist elektrisch. – mehrere sind gemeint

Das generalisierende Personalpronomen man steht immer im Singular, hat aber die verallgemeinernde Bedeutung „die Menschen“ oder „die Leute“: Im Dorf kennt man sich.

## Verallgemeinernde Verwendung des Singulars
Der Altphilologe Hermann Menge (1841–1939) nannte als besondere Verwendungsweisen der Einzahl den kollektiven, den generischen und den repräsentativen Singular.

### Kollektivsingular
Als Kollektivsingular wird ein Sammelbegriff (Kollektivum) bezeichnet, der in der grammatischen Einzahl steht, obwohl er auch als Mehrzahl (Plural) vorhanden ist.
Nach Menge bezieht sich der „kollektive Singular“ als Kollektivum (Singulare pro plurali) auf eine Mehrheit von Einzeldingen:
- Fisch ist eine bekömmliche Proteinquelle. – nicht „ein Fisch“, sondern die Gattung ist gemeint
- Die Person hat schütteres Haar. – die Gesamtheit der Kopfhaare ist gemeint

Der Kollektivsingular Geist wurde erst ab dem Jahr 1800 durch den deutschen Idealismus innerhalb des deutschsprachigen Diskurses bekannt (gegenüber ein Geist und die Geister).
Der Historiker Reinhart Koselleck sieht 2006 im Wort Fortschritt einen positiv konnotierten Kollektivsingular: Die Substantivierung von fortschreiten bezieht sich nicht mehr darauf, dass irgendetwas vorankommt, sondern fasst viele einzelne Erfahrungen der Verbesserung menschlicher Lebensumstände zusammen (gegenüber ein Fortschritt und die Fortschritte).
Bernd Hüppauf vermerkt 2013 zum Kollektivsingular Krieg, dass er als „genereller Begriff vom Krieg“ erst um 1800 herum entstand; ältere Enzyklopädien behandelten unter dem Eintrag „Krieg“ nur einzelne Kriege oder spezifische Fragen der Kriegsführung.
Den Unterschied zwischen kollektivem und generischem Singular verdeutlichen zwei Sätze mit derselben Aussage:
- kollektiv: Krieg [an sich] erzeugt Leid.
- generisch: Ein Krieg [im Allgemeinen] erzeugt Leid. Jeder Krieg erzeugt Leid

### Generischer Singular
Nach Menge kommt der „generalisierende“ oder „generische Singular“ nur bei Gattungsnamen vor und bezieht sich auf die gesamte Gattung:
- Ein Wolf ist der Mensch dem Menschen (Homo homini lupus). – alle Menschen verhalten sich zueinander in wölfischer Art
- Der Leser wird informiert. – alle Menschen, die den Text lesen, nicht nur „einer“ und nicht nur ein männlicher

In Bezug auf Personen wird meist eine generische Maskulinform gebraucht (der Leser gegenüber der Femininform die Leserin).
Die Duden-Grammatik von 2016 behandelt den „generischen Gebrauch“ des Singulars im Abschnitt Generalisierungen (Verallgemeinerungen); dabei kann sowohl der bestimmte wie auch der unbestimmte Artikel eingesetzt werden oder bestimmte Artikelwörter:
- Im Allgemeinen braucht die Katze verschiedenes Futter. Eine Katze schmust (immer) gern. Jede Katze braucht Zuwendung.

Zum einzigen Beispiel in Bezug auf Personen merkt die Duden-Grammatik an: „Bei Volksbezeichnungen wird der generische Singular heute eher vermieden: Der Russe liebt es eben kalt. […]“.

### Repräsentativer Singular
Der Altphilologe Menge merkt an, dass zwischen dem generischen und dem repräsentativen Singular ein fließender Übergang besteht; der repräsentative verwendet die Einzahl eines Gattungsnamens stellvertretend für mehrere Vertreter, aber nicht für alle:
- Der Römer konnte schließlich den Griechen überwinden und ihn seiner Kultur berauben.
- Der Soldat war die Stütze des römischen Reiches.